# 盧卡斯·迪·格拉西
盧卡斯·迪·格拉西（Lucas di Grassi、1984年8月11日—）是巴西職業賽車手，參加过一級方程式賽車。曾效力維珍車隊。
自2014年以來，迪·格拉西參加了電動方程式的比賽，並贏得了2016-17年度車手冠軍。
2020年7月，迪·格拉西成为了eScootr锦标赛（eSC）的联合创始人和可持续发展大使。

## 外部連結
- 官方網站 （页面存档备份，存于）
- 盧卡斯·迪·格拉西 在DriverDB.com上的职业生涯数据（英文）